# Tiếng Ba Na
Tiếng Ba Na là ngôn ngữ của người Ba Na, sắc tộc thiểu số ở miền trung Việt Nam. Số người nói là 227.716 theo Tổng điều tra dân số năm 2009.
Tiếng Ba Na còn ít được nghiên cứu. Hiện nó được xếp loại là nhóm Bắc Ba Na, thuộc Ngữ chi Bahnar, Ngữ hệ Nam Á . Ngôn ngữ này có 9 nguyên âm về chất, hơn nữa còn phân biệt độ dài nguyên âm.

## Các nhóm địa phương
Đào (1998) liệt kê các phân nhóm địa phương của tiếng Bahnar và vị trí tương ứng của chúng.
- Bahnar Kon Tum: Kon Tum
- Bahnar Jơlong: Đông Bắc Kon Tum
- Bahnar Golar: Phía Bắc Pleiku (Gia Lai)
- Bahnar Tosung: Huyện Mang Yang (tỉnh Gia Lai)
- Bahnar Konkođe: Huyện An Khê (tỉnh Gia Lai)
- Bahnar Alatang: Huyện An Khê (tỉnh Gia Lai)
- Bahnar Alakông: Huyện K'Bang (tỉnh Gia Lai)
- Bahnar Tolo: Huyện Kông Chro và phía Nam huyện An Khê (tỉnh Gia Lai)
- Bahnar Bơnâm: Phía Đông huyện An Khê (tỉnh Gia Lai)
- Bahnar Roh: Rải rác ở huyện An Khê và huyện K'Bang (tỉnh Gia Lai)
- Bahnar Krem: Huyện Vĩnh Thạnh và An Lão (tỉnh Bình Định)
- Bahnar Chăm: huyện Vân Canh (tỉnh Bình Định)
- Bahnar But: Tại các khu vừng rừng núi; ít giao tiếp với bên ngoài

Bùi (2011:5-6) liệt kê các phân nhóm địa phương của tiếng Bahnar và vị trí tương ứng.
- Tơ Lô: Các xã Sơ Ró, Đắc Song, Chơ Loong, Yang Nam, Đắc Tơ thuộc huyện Kông Chro và một phần thị xã An Khê (tỉnh Gia Lai)
- Krem: Các huyện Vĩnh Thạnh , An Lão, Hoài Ân và Tây Sơn, tỉnh Bình Định; một số ở xã Sơn Lang, huyện K'Bang, tỉnh Gia Lai
- Vân Canh: Phần lớn tại các xã Canh Liên, Canh Thuận và Canh Hòa, huyện Vân Canh, tỉnh Bình Định
- Thồ Lồ: Chủ yếu ở khu vực phía bắc huyện Đồng Xuân, tỉnh Phú Yên. Rải rác ở 9 xã thuộc các huyện Đồng Xuân, Sơn Hòa và Sông Hinh. Họ là hậu duệ của binh sĩ Tây Sơn người Tơ Lô chạy trốn khỏi triều Nguyễn cách đây 200 năm. Họ chạy về phía Đông Nam đến vùng Thồ Lồ, tỉnh Phú Yên.
- Gơ Lar: Phần lớn tại các huyện Mang Yang, Đắk Đoa và Chư Sê, tỉnh Gia Lai, một số tại các thị trấn ở Kon Tum. Ngoài ra còn có một nhóm nhỏ gọi là Bahnar Châng H'drung sống ở dưới chân núi Hàm Rồng.
- Kon Tum: Tại 4 phường và 9 xã của thành phố Kon Tum
- Jơ Lơng: Thành phố Kon Tum, và các xã Đắc Tơ Re, Đắc Ruồng, Đắc Pne, huyện Kon Rẫy,  tỉnh Kon Tum
- Rơ Ngao (Rengao): tại 29 ngôi làng. Họ sống với người Kon Tum tại 5 xã thuộc Kon Tum; với người Ba Na và người Xơ Đăng tại 2 xã thuộc huyện Đắk Hà; và với người Xơ Đăng tại xã Pô Cô, huyện Đắk Tô, tỉnh Kon Tum

## Ngữ âm

### Phụ âm
|          |                    | Môi | Lợi | Ngạc cứng | Ngạc mềm | Thanh hầu |
| -------- | ------------------ | --- | --- | --------- | -------- | --------- |
| Tắc      | hữu thanh          | p   | t   | tɕ        | k        | ʔ         |
| Tắc      | vô thanh           | b   | d   | dʑ        | ɡ        |           |
| Tắc      | tiền thanh hầu hóa | ʔb  | ʔd  | ʔdʑ       |          |           |
| Mũi      | thường             | m   | n   | ɲ         | ŋ        |           |
| Mũi      | tiền thanh hầu hóa | ʔm  | ʔn  | ʔɲ        | ʔŋ       |           |
| Xát      | Xát                |     | s   |           |          | h         |
| R        | R                  |     | r   |           |          |           |
| Tiếp cận | thường             | w   | l   | j         |          |           |
| Tiếp cận | tiền thanh hầu hóa | ʔw  | ʔl  | ʔj        |          |           |

|          | Môi | Lợi | Ngạc cứng | Ngạc mềm | Thanh hầu |
| -------- | --- | --- | --------- | -------- | --------- |
| Tắc      | p   | t   | tɕ        | k        | ʔ         |
| Mũi      | m   | n   | ɲ         | ŋ        |           |
| Bật hơi  |     |     | jh*       |          | h         |
| R        |     | r   |           |          |           |
| Tiếp cận | w   | l   | j         |          | jˀ        |

*-Trong chuỗi âm cuối thì  âm /jh/, /h/ không được phát âm còn âm /j/ được phát âm theo mặt ngữ âm như nguyên âm ngắn /i/.

### Nguyên âm
|      | Trước | Giữa | Sau  |
| ---- | ----- | ---- | ---- |
| Đóng | i iː  | ɨː   | u uː |
| Giữa | eː    | ə əː | oː   |
| Mở   | ɛ ɛː  | a aː | ɔ ɔː |

## Các nhóm khác tại Việt Nam
Một số nhóm nhỏ khác bao gồm Kon Kđe, Bơ Nơm và A Roh tại các huyện Kông Chro and K'Bang, tỉnh Gia Lai (Bùi 2011:6).
Ethnologue liệt kê các phương ngữ của tiếng Ba Na như sau:
- Tolo
- Golar
- Alakong (A-La Cong)
- Jolong (Gio-Lang, Y-Lang)
- Bahnar Bonom (Bomam)
- Kontum
- Krem